# Валентин Бајер
Валентин Бајер (8. децембар 1999) аустријски је пливач чија специјалност су трке прсним стилом. 

## Спортска каријера
Бајер је дебитовао на међународној сцени 2016. учешћем на европском првенству за јуниоре у мађарском Ходмезевашархељу где се пласирао у финале трке на 200 прсно које је окончао на седмом месту. Годину дана касније, у истом рангу такмичења, у Нетанији осваја и прву медаљу у каријери, сребро у трци на 200 прсно, успевши притом да се пласира у финала и преостале две појединачне трке прсним стилом. 
У сениорској конкуренцији је дебитовао на европском првенству у малим базенима у Копенхагену 2017, односно на европском првенству  у великим базенима у Глазгову 2018. године. 
На светским првенствима је дебитовао у корејском Квангџуу 2019, где је заузео укупно 36. место у квалификацијама трке на 100 прсно и 28. место на 200 прсно.